# Lista de aeroportos de Sergipe
Lista de aeroportos de Sergipe, constando o nome oficial do aeroporto, o código IATA e/ou o código ICAO e o município onde tal aeroporto se encontra:

## Internacional
Concessão
- Aeroporto Internacional de Aracaju (IATA: AJU, ICAO: SBAR) - Aracaju (Concedido).[1]

## Regionais
Municipais
- Aeroclube de Sergipe (IATA: ***, ICAO: SISG) - Aracaju
- Aeródromo de Lagarto (CIAD, SE0010: SI8M) - Lagarto

## Outros aeroportos
Privados
- Aeródromo Praia do Saco (IATA: ***, ICAO: SSKX) - Estância
- Aeródromo Fazenda Boa Luz (IATA: ***, ICAO: SIBI) - Laranjeiras